# BMW Pininfarina Gran Lusso Coupe
La BMW Pininfarina Gran Lusso Coupe è una concept car presentata al Concorso d’Eleganza di Villa d’Este nel 2013 dalla casa automobilistica BMW costruita in collaborazione con Pininfarina.
Inoltre rappresenta la prima collaborazione tra la Pininfarina e la BMW.

## Profilo
Costruita per anticipare la nuova serie 8, la vettura è dotata di una carrozzeria 2 porte di tipo coupé di generose dimensioni esterne con un passo molto lungo in rapporto ai volumi del veicolo, che monta un motore 12 cilindri biturbo con disposizione a V e una meccanica costruito dalla casa bavarese.

## Design
Esteticamente la vettura presenta i tipici stilemi del marchio tedesco, come la classica mascherina a doppio rene presente su tutte le BMW di serie e l'iconico gomito di Hofmeister, ma essa viene completamente stravolta e rielaborata secondo lo stile del carrozziere torinese. L'anteriore è caratterizzato da sottili fari a LED che costituiscono insieme al doppio rene, che appare leggermente inclinato in avanti "a muso di squalo", come sulla maggior parte delle vetture della casa dell'elica degli anni 70 e 80 la calandra. Sono presenti dei cerchi da 21 pollici. Gli interni ospitano 4 posti e fanno largo uso di pelle e legno kauri proveniente dalla Nuova Zelanda. La linea laterale evidenzia la classica impostazione da gran turismo, con un lungo cofano motore e un abitacolo molto arretrato. Al posteriore è presente un sistema a quattro terminali di scarico, e una fanaleria costruita da fari a LED che si raccordano creando un tutt'uno.
Per il suo stile e la sua linea, ha vinto il premio Good Design Award 2013.